# Isidor Bonnier
Isidor Adolf Herman Bonnier, född 15 november 1848 i Stockholm, död där 14 augusti 1925, var en svensk journalist.
Hans föräldrar var Adolf Bonnier (1806–1864) och Sophie Hirsch. År 1887 gifte han sig med Alice Rosalie Amigo, dotter till en handlande. 
Han var elev vid Mosaiska församlingens gosskola 1855–62, vid Stockholms Lyceum 1862–67. Därefter blev han redaktör för Bazaren 1873–74, Nya Bazaren 1875–77, Ute och Hemma 1889–94 samt redaktör och ansvarig utgivare för Svensk Bokhandelstidning 1876–85 och 1888–1912.
Isidor Bonnier var också grundare av och ordförande för Understödsföreningen för svenska bokhandlare 1882–1925, kassaförvaltare i Svenska bokförläggareföreningen 1887–1924 samt föreståndare i Stockholms mosaiska församling 1906–20.